# Jiří Havel (herec)
Jiří Havel (25. ledna 1942 Praha – 29. března 2025) byl český herec.

## Životopis
Narodil se 25. ledna 1942 v Praze. Vystudoval místní gymnázium a poté zamířil na pražské DAMU. Již během studií si zahrál menší role ve filmech Zámek pro Barborku, Praha nultá hodina, Neobyčejná třída nebo Okurkový hrdina.
Po absolvování DAMU, získal angažmá nejprve v Divadle Petra Bezruče v Ostravě a o několik let později v Městském divadle v Kolíně. Od natáčení si dal následně pauzu. V roce 1969 se vrátil do Prahy a nastoupil do Divadla S. K. Neumanna, jehož členem je dodnes.
Po návratu do Prahy dostával převážně menší a epizodní filmové role. Zahrál si v kriminálkách Zatykač na královnu a Smrt stopařek. Obsazován byl i do komediálních filmů Božská Ema nebo Jak napálit advokáta.
V 90. letech 20. století se začal více zajímat o dabing. Do roku 2023 propůjčoval svůj hlas postavě Neda Flanderse z amerického animovaného seriálu Simpsonovi, dále daboval v seriálech M*A*S*H, Beverly Hills 90210 nebo Walker, Texas Ranger.
Příležitostně se objevoval v seriálech Ulice, Pojišťovna štěstí, Policie Modrava nebo České století.

## Filmografie (výběr)
- 1962 Zámek pro Barborku
- 1964 Dvanáct
- 1966 Dáma na kolejích
- 1971 Cyrano z Bergeracu
- 1977 Zítra vstanu a opařím se čajem
- 1978 Tajemství Ocelového města
- 1979 Božská Ema
- 1979 Smrt stopařek
- 1980 Jak napálit advokáta
- 1980 Jen si tak trochu písknout
- 1982 Příště budeme chytřejší, staroušku!
- 1986 Můj hříšný muž
- 2010 Doktor od jezera hrochů